# Bernard Clerfayt
Bernard Clerfayt (Ukkel, 30 december 1961) is een Belgisch politicus voor het FDF en diens opvolger DéFI.

## Biografie
Bernard Clerfayt studeerde in 1984 af als licentiaat in de economie aan de UCL en bouwde eerst een wetenschappelijke loopbaan uit, vooraleer hij carrière maakte in de Brusselse politiek. Van 1984 tot 1986 was hij eerst onderzoeksassistent aan de UCL, in het Centrum voor Economische Studiën. Daarna liep hij stage bij het Internationaal Monetair Fonds, waar hij zich toelegde op de destabiliserende gevolgen van koersverschillen van uitgevoerde grondstoffen op de ontwikkelingslanden. Hij werkte ook voor het IRES van de Université Catholique de Louvain, eerst als onderzoeks- en onderwijsassistent en vervolgens als gastlector. Hij doceerde eveneens van 1986 tot 1993 macro- en micro-economie aan de UCL, aan FUCaM in Bergen en aan de Facultés universitaires de Lille.
Daarnaast had Bernard Clerfayt ook al zeer vroeg belangstelling voor het politieke leven, in navolging van zijn vader Georges Clerfayt, een leidinggevende figuur binnen het FDF. In 1985 vestigde hij zich in Schaarbeek en werd hij lid van de lokale afdeling van de partij. Hij nam het toen op tegen Roger Nols, die het FDF in 1982 had verlaten. In oktober 1988 werd hij verkozen tot gemeenteraadslid en weigerde hij deel te nemen aan de meerderheid die Roger Nols aanstelde. 
Hij vervolgde kalm zijn eigen weg en in juni 1989 trad hij toe tot de eerste Brusselse Gewestraad, het huidige Brussels Hoofdstedelijk Parlement. In 1995, 1999 en 2004 werd hij herkozen in het Brussels Hoofdstedelijk Parlement en hij bleef er zetelen tot in juni 2007. Van 1994 tot 1995 was Clerfayt ondervoorzitter van het Brussels Hoofdstedelijk Parlement en daarna was hij er van 1995 tot 1997 en van 1999 tot 2000 secretaris. Hij zetelde daarnaast van 1989 tot 1995 in de commissie Economische Zaken, Energie, Werkgelegenheidsbeleid en Wetenschappelijk Onderzoek, van 1995 tot 2004 in de commissie Huisvesting en Stadsvernieuwing en van 2004 tot 2007 in de commissie Ruimtelijke Ordening, Stedenbouw en Grondbeleid en was van 1999 tot 2004 voorzitter van de commissie Ruimtelijke Ordening en Stedenbouw. Ook zetelde hij in 1995 even in het Parlement van de Franse Gemeenschap. Van 2001 tot 2012 was Clerfayt daarenboven nationaal vicevoorzitter van het FDF.
In Schaarbeek was hij FDF-lijsttrekker tijdens de verkiezingen van oktober 1994 en vervolgens trad hij toe tot het schepencollege onder leiding van Francis Duriau. Als schepen was hij voornamelijk bevoegd voor leefmilieu, stedenbouw en herwaardering van bepaalde wijken. In 2000 voerde hij de lijst van PRL-FDF aan, behaalde hij 16 zetels en werd hij aangesteld als burgemeester van een meerderheid van PRL-FDF, Ecolo en PS. Tijdens zijn eerste burgemeestersmandaat bewerkstelligde hij een grootschalige sanering van de openbare financiën van de “Ezelstad”, die in 2001 nog met een tekort van 22 miljoen euro kampte. In 2006 kon hij burgemeester blijven nadat hij de verkiezingsstrijd tegen PS-kopstuk Laurette Onkelinx had gewonnen. Bij de volgende gemeenteraadsverkiezingen, die van 2012, kon Bernard Clerfayt een persoonlijke score van 12.654 stemmen voorleggen. Ook na de verkiezingen van oktober 2018 bleef hij burgemeester van Schaarbeek.
In juni 2007 behaalde Bernard Clerfayt een uitstekende score bij de parlementsverkiezingen in het arrondissement Brussel-Halle-Vilvoorde met bijna 20.000 voorkeurstemmen, waardoor hij tot federaal volksvertegenwoordiger verkozen werd. In de Kamer was hij tot in maart 2008 lid van de commissie Volksgezondheid, Leefmilieu en Maatschappelijke Hernieuwing. In 2010 werd hij herkozen. Hij bleef Kamerlid tot in 2014, een mandaat dat wegens zijn mandaat van staatssecretaris van 2008 tot 2010 onderbroken werd.
Op 20 maart 2008 legde Bernard Clerfayt als staatssecretaris van Financiën in de regering-Leterme I de eed af bij Koning Albert II. Na het ontslag van de regering-Leterme, dat de koning op 22 december 2008 aanvaardde na de Fortisgate, legde Bernard Clerfayt op 30 december 2008 opnieuw de eed als staatssecretaris voor de Modernisering van de Federale Overheidsdienst Financiën, de Milieufiscaliteit en de Bestrijding van de Fiscale Fraude, toegevoegd aan de minister van Financiën, in de regering-Van Rompuy I, functie die hij ook uitoefende in de regering-Leterme II tot 6 december 2011.
Vanaf mei 2014 was Clerfayt terug lid van het Brussels Hoofdstedelijk Parlement, waar hij van 2014 tot 2019 ondervoorzitter en voorzitter van de commissie Economie en Werk was. In 2015 stelde hij zich kandidaat voor het voorzitterschap van het FDF als uitdager van Olivier Maingain, echter zonder succes. Bij de Brusselse verkiezingen van mei 2019 was hij lijsttrekker voor zijn partij DéFI. Hij besloot echter niet te zetelen, omdat hij door de aangepaste partijregels zijn mandaat van burgemeester niet meer mocht combineren met dat van parlementslid.
Nadat de Regering-Vervoort III tot stand was gekomen, werd Clerfayt op 18 juli 2019 minister in de Brusselse Hoofdstedelijke Regering. Hij kreeg de bevoegdheden Werk, Beroepsopleiding, Lokale Besturen, Digitalisering, Dierenwelzijn en Kinderbijslag. Hierdoor werd hij titelvoerend burgemeester van Schaarbeek en stond hij zijn bevoegdheden af aan Cécile Jodogne.
Bij de Brusselse verkiezingen van juni 2024 werd Clerfayt opnieuw verkozen in het Brussels Hoofdstedelijk Parlement. Ditmaal legde hij wel de eed af, maar als ontslagnemend Brussels minister werd hij meteen vervangen door Gisèle Mandaila Malamba. Door zijn eedaflegging als parlementslid verloor Clerfayt zijn functie als titelvoerend burgemeester, vanwege de inwerkingtreding van de integrale decumul van mandaten in het Brussels Gewest. Zijn partijgenoot Frédéric Nimal werd daarop waarnemend burgemeester van Schaarbeek. Wel voerde Clerfayt bij de gemeenteraadsverkiezingen van oktober 2024 de Lijst van de Burgemeester aan, in de hoop het burgemeesterschap opnieuw te kunnen bemachtigen. De lijst werd echter afgestraft voor de chaotische bestuursperiode van de voorgaande zes jaren, waarbij de coalitie door personeelsproblemen en overloperij binnen DéFI haar meerderheid was verloren, en eindigde pas op de vijfde plaats. Clerfayt greep dus naast de burgemeesterssjerp, maar bleef wel in de gemeenteraad zetelen.